# Never Lose Me
«Never Lose Me» es una canción de la rapera estadounidense Flo Milli, lanzada el 30 de noviembre de 2023 a través de ’94 Sounds y RCA Records como sencillo principal de su segundo álbum de estudio, Fine Ho, Stay (2024). Esta producción de Gerreau recibió varias remezclas, con Lil Yachty, Bryson Tiller, SZA y Cardi B.   La canción contiene un sample de «Ron Artest», de Babyface Ray y 42 Dugg.   El tema se convirtió en la primera entrada de Flo Milli en el Billboard Hot 100 de Estados Unidos, así como en numerosas listas internacionales.

## Antecedentes y lanzamiento
Milli lanzó un extended play con cinco versiones de la canción el 24 de diciembre de 2023. Incluye la versión con Bryson Tiller, la original, acelerada y desacelerada, y una donde participa Lil Yachty.  Según HotNewHipHop, «Never Lose Me» es un tema rápido de dos minutos que describe la historia de Milli haciendo todo lo posible para no perder a un hombre exitoso.  El 19 de enero de 2024, Flo Milli reveló una serie de mensajes de SZA. Los usuarios de las redes sociales especulaban que SZA se había ofrecido a cantar «Never Lose Me» tras conversar por texto. SZA compartió la canción de Flo Milli en su cuenta de Instagram para aumentar la anticipación, junto con una foto del estudio que muestra una estación de trabajo de audio digital.   Flo Milli interpretó «Never Lose Me» en el estudio Genius Open Mic.  Según la revista Billboard, «Never Lose Me» es el mayor éxito de la carrera de Flo Milli.  El 14 de marzo de 2024, Flo Milli anunció un remix del tema con SZA y Cardi B que se lanzó al día siguiente, junto con el álbum Fine Ho, Stay. 

## Desempeño en las listas
«Never Lose Me» repercutió significativamente en TikTok y se reprodujo en más de 135 000 clips de esta plataforma. En las listas de Billboard, alcanzó el puesto 17.º en la lista Rap Airplay y el 18.º en la Hot R&B/Hip-Hop Songs. Debutó en el lugar 84.º y alcanzó el 15.º en la lista Billboard Hot 100, convirtiéndose en su primera entrada en la lista.   «Never Lose Me» tiene la racha más larga en el puesto número 1 en el top 50 de TikTok Billboard de cualquier canción desde su publicación en septiembre de 2023,  luego de haber pasado cuatro semanas seguidas en las listas principales. La canción también entró en el top 10 de Hot R&B/Hip-Hop Songs. 

## Vídeo musical
El 18 de diciembre de 2023, Flo Milli lanzó un vídeo musical para «Never Lose Me», con la dirección de Boni Mata y Leff. Flo Milli estaba totalmente vestida con Pucci para las visuales, que se hicieron en Houston a las cinco de la mañana para retratar la vida nocturna.  

## Lista de canciones
| Lista de canciones del sencillo «Never Lose Me» |                                     |                      |          |  |
| N.º                                             | Título                              | Escritor(es)         | Duración |  |
| 1.                                              | «Never Lose Me»                     | Tamia Monique Carter | 2:05     |  |
| 2.                                              | «Never Lose Me» (con Lil Yachty)    | Carter               | 2:45     |  |
| 3.                                              | «Never Lose Me» (con Bryson Tiller) | Carter               | 2:21     |  |
| 4.                                              | «Never Lose Me» (desacelerada)      | Carter               | 3:12     |  |
| 5.                                              | «Never Lose Me» (acelerada)         | Carter               | 1:49     |  |

## Listas de popularidad
| Lista (2023-2024)                     | Mejor posición |
| ------------------------------------- | -------------- |
| Australia (ARIA)                      | 23             |
| Australia Hip Hop/R&B (ARIA)          | 5              |
| Canada (Canadian Hot 100)             | 17             |
| Global 200 (Billboard)                | 22             |
| Irlanda (IRMA)                        | 19             |
| Latvia (LAIPA)                        | 9              |
| Lithuania (AGATA)                     | 7              |
| Países Bajos (Mega Single Top 100)    | 67             |
| New Zealand (Recorded Music NZ)       | 10             |
| Poland (Polish Streaming Top 100)     | 91             |
| Portugal (AFP)                        | 116            |
| Eslovaquia (Singles Digitál Top 100)  | 70             |
| Sweden Heatseeker (Sverigetopplistan) | 3              |
| Suiza (Schweizer Hitparade)           | 59             |
| Reino Unido (UK Singles Chart)        | 15             |
| Reino Unido (UK R&B Chart)            | 3              |
| US Billboard Hot 100                  | 15             |
| US Hot R&B/Hip-Hop Songs (Billboard)  | 6              |
| US Rhythmic (Billboard)               | 8              |